# Joltai
Joltai (in gagauzo Coltay, in russo Джолтай) è un comune della Moldavia situato nella Gagauzia di 2.278 abitanti al censimento del 2004.

## Società

### Evoluzione demografica
In base ai dati del censimento, la popolazione è così divisa dal punto di vista etnico:
| Etnia       | Abitanti | %     |
| ----------- | -------- | ----- |
| Moldavi     | 22       | 0,96  |
| Ucraini     | 23       | 1,01  |
| Russi       | 16       | 0,70  |
| Gagauzi     | 2.187    | 96,00 |
| Bulgari     | 13       | 0,57  |
| Rumeni      | 0        | 0     |
| Altre etnie | 17       | 0,75  |